# S1 NO.1 STYLE
S1 NO.1 STYLE(일본어: エスワン ナンバーワンスタイル) 또는 에스원(S1)은 일본 도쿄도 메구로구에 있는 성인 비디오 분야의 주요 제작사이다.

## 기업 정보
에스원은 CA 그룹의 많은 계열사들 중 하나이다. CA는 대여점과 DMM.com을 통해 제작사에서 생산되는 작품들을 판매한다. 제작사의 홍보 책임자는 야마네 메구미이다.
제작사 홈페이지인 s1s1s1.com은 2004년 6월 30일 생성되었으며, 첫번째로 생산한 작품은 2004년 11월 발매되었다. 이 때 데뷔했던 여배우들은 비데륜계열 업체의 대표 모델이었던 아오이 소라, 오구라 앨리스, 오가와 루카를 비롯해, MEW, 하야사키 마미, 요네쿠라 카야, 하라 치히로, 카와이 카난, 모치다 아카네, 히노 린, 시라이시 미사토라는 예명의 신인 8명이었다. 에스원은 2004년 이전부터 행해지던 원형이나 사각형으로만 존재했던 블록 모자이크에서 발전된 개념의, 일련의 〈아슬아슬 모자이크〉(ギリギリモザイク 기리기리 모자이크[*]) 시리즈를 만들어냈다. 이는 모자이크를 성기에만 적용하고 필요없는 부분에는 적용시키지 않는 기술이었다.
적어도 2009년 9월 이전에 에스원의 첫 블루레이 작품이 제작되었으며, 이는 요시자와 아키호가 출연하는 《능욕당한 여교사2 무정편》이었다. 블루레이로 제작된 작품은 2015년 중순에 이르면 290편이 넘게 생산되었다. 또한 에스원은 2010년 6월경 AV 업계 최초의 3D 작품을 생산해냈는데, 가장 먼저 공개된 작품은 카야마 미카 주연의 《3D x 카야마 미카》로서 6월 7일 발매되었다. 2주 뒤인 6월 19일에, 아사미 유마를 주연으로 제작된 두번째 작품인 《3D x 아사미 유마》가 발매되었다. 3D로 작업하는 것은 제작사에 있어 새로운 경험이었으며 배우들에게는 좀더 천천히 움직일 것이 요구되었다. 또 새로운 조명이 필요했기에, 이 작품들은 보통의 것들보다 세배나 긴 3달 간 촬영되었다. 한편, 두 편의 3D 비디오들은 소니와 파나소닉의 3D 텔레비전 공개 시기와 맞물리게 발매되었으며, 작품 판매를 통한 TV의 판매량의 증가를 기대했다.

### 비디오 코드
2004년 11월 11일, 에스원의 첫 작품이 발매되었을때, 작품 코드는 ONED-001부터 ONED-011까지였다. ONED는 한 달에 많게는 3 ~ 40작품씩을 생산하면서도 꾸준히 사용되었던 코드인데, 2008년 6월 19일 ONED-999가 발매되며 새로운 코드가 필요해졌고, 이후로 SOE-001로 시작하는 코드를 사용하기 시작했다. 이와 별도로 기존 영상을 모아놓은 재편집 영상의 경우 ONSD라는 코드명을 사용하고있다. 렌탈 비디오를 위한 별도의 코드명도 존재하는데, 이것들은 각각 5ONE-XXX, 5SOE-XXX, 5ONS-XXX를 사용한다.

### 인기와 수상
유명 여배우의 기용과 얇게 처리된 모자이크, 높은 퀄리티의 상품들, 부드러운 매력으로 접근하는 방식은 에스원을 일본의 성인 비디오 시장에서 이름을 알릴 수 있게 만들었다. 2006년과 2007년의 AV OPEN에서는 에스원의 작품들이 대상을 수상했으며, 2007년 베가스 나이트에서는 미히로 주연의 《하이퍼 아슬아슬 모자이크: 미히로》가 최우수작품상을 받았고, 에스원의 여배우 요시자와 아키호가 최우수여배우상을 수상했다. 2008년 AV 그랑프리에 노미네이트되어 매출부문상, 패키지상, 판매점상 등을 수상했다. 이듬해 대회에서는 Rio와 아사미 유마가 공동출연한 《더블 아슬아슬 모자이크 Rio와 유마》가 대상을 포함한 5개 부문에서 수상했다.

## 감독
아래는 에스원에서 2004년 이후로 활동했던 감독들의 목록이다.
- [Jo]Style
- 아키 히데토
- 아라이 잭
- 이기 코엔
- FLAGMAN
- KENGO
- KINGDOM
- 쿠로사와 아라라
- 마츠모토 카즈히코
- 모리카와 케이
- 사카모토 유지
- K.C. 타케다
- 우사미 타다노리